# Faustin Potain
Faustin Potain, né le 4 août 1898 à Vareilles (Saône-et-Loire) et mort le 24 janvier 1968 à La Clayette (Saône-et-Loire), est un industriel et inventeur français.
En 1928, il fonde la société Potain qui devient numéro un mondial de la grue.

## Biographie

### Famille et jeunesse
Faustin Potain grandit au sein d'une famille d'agriculteurs à Vareilles en Brionnais. 
Il quitte l'école à 12 ans et travaille à la ferme, puis aux mines de La Chapelle-sous-Dun. À 16 ans, il se tourne vers l'apprentissage de la maçonnerie avant d'être mobilisé en 1917 sur le front de l'Est pendant la Première Guerre mondiale. 
Démobilisé en 1920, il entre comme ouvrier aux forges de La Clayette où il apprend à travailler le métal. Il y rencontre un dénommé Klein qui lui donnera plus tard l'idée de développer et commercialiser un lien d'échafaudage en chaînes.
En 1924, il se marie à Marie Louise Malfrait dite « Maria ».

### Carrière
En 1926, le couple Potain ouvre un magasin de cycles à La Clayette avant d'y créer la société Potain en 1928 qui est alors un atelier de fabrication de matériel de construction.
En 1929-30, Faustin Potain dépose le brevet de « l'indécrochable » (un lien d'échafaudage en chaînes) avant de lancer un « monte-charge mécanique » (treuil à manivelle fixé à la base d’un échafaudage). 
En 1931-32, la société s'installe avenue de Noblet puis commercialise sa première grue.
En 1936, une gamme de grues est lancée sous la marque « Record ».
Pendant la Seconde Guerre mondiale, Potain sous-traite pour Schneider et Cie au Creusot. Après la Libération, l'affaire est relancée, portée par l'effort de reconstruction entrepris par la France. Jean Noly est missionné en 1946 pour perfectionner la gamme des grues « Record ».
De 1950 à 1960, diverses inventions permettent de mettre au point la grue à tour (une tour verticale et une flèche horizontale), à l'international ce concept technique assimilé à Potain. La croissance de l'entreprise est rapide, elle devient leader mondial et célèbre la 10 000e grue en 1961.
Après Charlieu (Loire) en 1955 et Moulins (Allier) en 1958, de nouveaux sites de production ouvrent à Montceau-les-Mines (Saône-et-Loire) en 1966, à Saint-Nizier-sous-Charlieu (Loire) en 1967, à Jassans (Ain) et Villefranche-sur-Saône (Rhône) en 1968. Les grues Potain représentent alors 60 % du marché français, 25 % du marché ouest-allemand et 30 % du marché britannique.
À la mort de Faustin Potain en janvier 1968 des suites d'un accident de voiture, l'entreprise compte plus de 2 000 salariés. 

## Postérité

### Impact sur la vie locale

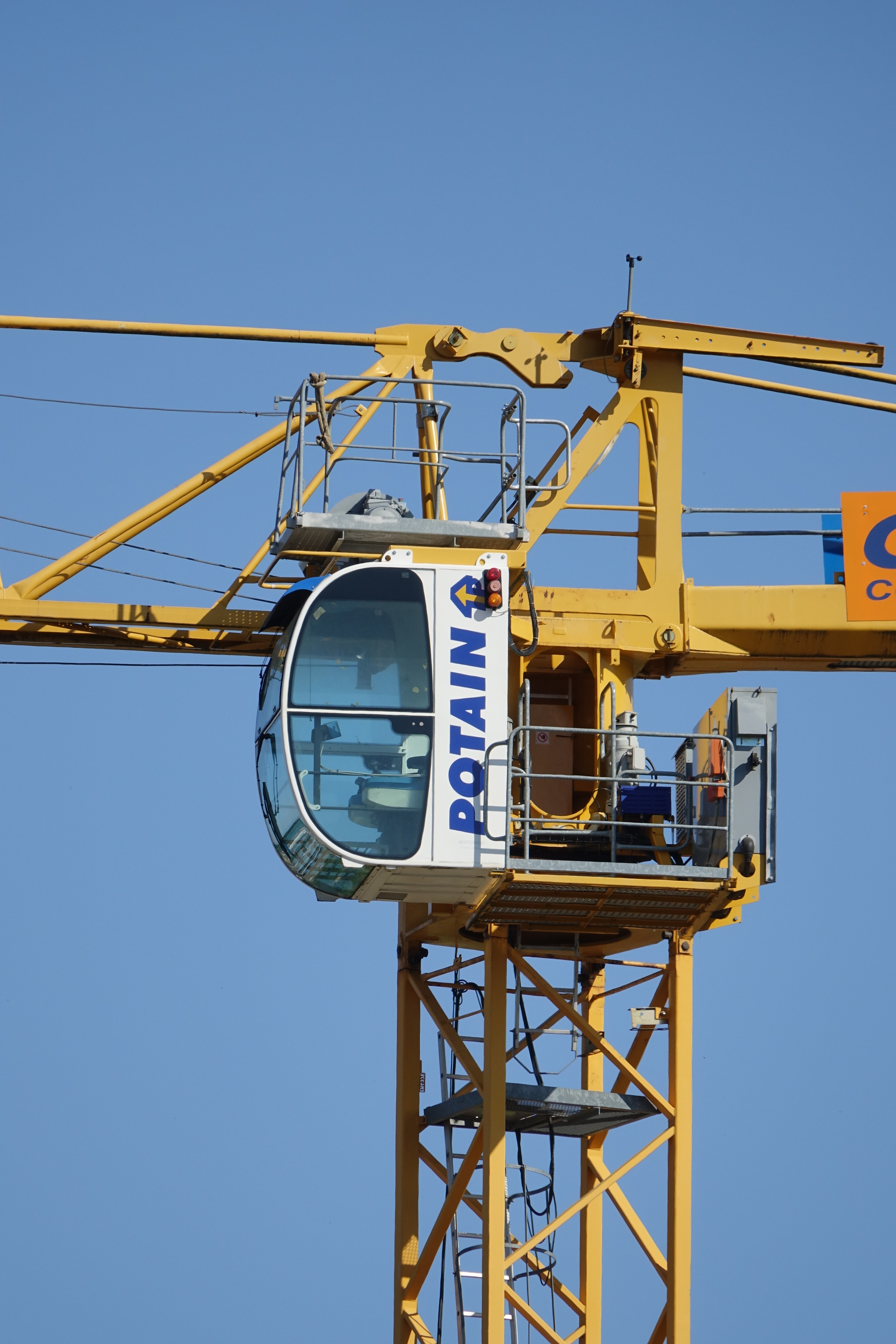
Cabine de grue Potain.

Faustin Potain, « un paysan qui s'est fait ouvrier, puis artisan, puis industriel », est devenu un exemple de « réussite industrielle spontanée ». Autour de ses usines du centre-est de la France s'est constitué une zone de fabrication diversifiée de matériel pour le bâtiment, à partir de la sous-traitance. 
De par sa volonté d'implanter son usine principale en zone rurale et d'y maintenir le siège de la société, Faustin Potain a marqué l'histoire économique et sociale du Brionnais et de La Clayette qui a compté jusqu'à 800 salariés Potain (usine, bureaux d'études, services administratifs) pour 2 845 habitants dans les années 1970,. La ville a fortement évolué au rythme de l'entreprise, des Trente Glorieuses aux plans sociaux successifs des années 1990 et 2000, sous les directions respectives de Legris Industries et Manitowoc. 
Le site de production historique de La Clayette ferme en 2010 suivi du centre de formation des grutiers de La Clayette-Baudemont en 2013, ce qui met fin à une aventure industrielle en Brionnais commencée huit décennies plus tôt avec Faustin Potain. La ville connaît aujourd'hui un déclin démographique marqué (1 636 habitants en 2018).
Les maires de La Clayette Jean Garmier (1971-1983) et André Luminet (1983-1989) étaient des salariés Potain,. 
Christian Lavenir, maire de La Clayette depuis 2020, est un ancien ouvrier Potain.

### Affaire judiciaire
Le rachat des grues Potain par le groupe Legris en 1987 a donné lieu à quatorze années de procédures judiciaires intentées par Georgette Potain contre Pierre Legris et le Crédit agricole. Déboutée par la justice, la fille de Faustin Potain dite « Georgie » s'estimait spoliée lors de la vente de ses actions, chiffrant son préjudice à 400 millions de francs, soit environ 60 millions d'euros.

### Hommages
En 2012, l'association Mémoire industrielle et sociale de Potain voit le jour autour d'une « volonté de transmission ».
En 2017, un hommage est rendu à Faustin Potain pour marquer le « souvenir de l'aventure industrielle majeure qu'a connu La Clayette » selon les mots gravés sur le mémorial érigé aux abords de l'office de tourisme. 
En 2018, le salon international de la construction et des infrastructures « Intermat » à Paris Nord Villepinte a été l'occasion d'organiser une réception pour le 90e anniversaire de Potain. Le CEO de Manitowoc, Barry Pennypacker, a insisté sur l'héritage du fondateur Faustin Potain : « Pendant plus de neuf décennies, le nom de Potain est devenu le synonyme de l'industrie de la grue à tour. [...] En créant et en développant son entreprise, Faustin Potain a mis en avant des valeurs fondamentales : proximité avec le client, innovation et performance ».
Du 25 mars 2018 au 18 novembre 2018 s'est tenue l'exposition Potain, la Traversée d'un Siècle au Musée du Bâtiment à Moulins (Allier).
En 2021, un livre intitulé L'inoubliable épopée de Potain à La Clayette est tiré à 1 000 exemplaires. Distribué gratuitement, il est destiné aux anciens salariés. Une réédition n'est pas à exclure dans l'hypothèse d'un engouement du public pour se le procurer.
Une allée à La Clayette porte le nom Faustin Potain, ainsi qu'une route à Baudemont et une avenue à Montbeugny.

#### Décoration
Faustin Potain est chevalier de l'ordre national du Mérite.

## Pour approfondir